# Memoriał Alfreda Smoczyka 1980
XXX Memoriał Alfreda Smoczyka odbył się 24 sierpnia 1980 r. Wygrał Robert Słaboń z wrocławskiego klubu.

## Wyniki
- 24 sierpnia 1980 r. (niedziela), Stadion im. Alfreda Smoczyka (Leszno)
- Najlepszy Czas Dnia: Robert Słaboń - w 6 wyścigu - 67,40 sek.

| Msc. | Zawodnik                 | Klub / Kraj          | Pkt  |                 |  |
| ---- | ------------------------ | -------------------- | ---- | --------------- |  |
| 1    | (6) Robert Słaboń        | Sparta Wrocław       | 14   | (3,3,3,3,2)     |  |
| 2    | (8) Włodzimierz Heliński | Unia Leszno          | 11,5 | (2,2,2, 2.5, 3) |  |
| 3    | (16) Marek Kępa          | Motor Lublin         | 11   | (1,3,1,3,3)     |  |
| 4    | (13) Josef Minarik       | Czechosłowacja       | 10,5 | (2,3,3, 2.5, w) |  |
| 5    | (3) Jacek Goerlitz       | Kolejarz Opole       | 10   | (2,2,3,0,3)     |  |
| 6    | (15) Czesław Piwosz      | Unia Leszno          | 10   | (3,1,3,2,1)     |  |
| 7    | (4) Eugeniusz Błaszak    | Start Gniezno        | 10   | (3,1,2,1,3)     |  |
| 8    | (7) Wojciech Żabiałowicz | Apator Toruń         | 9    | (t,3,1,3,2)     |  |
| 9    | (1) Mariusz Okoniewski   | Unia Leszno          | 8    | (1,2,2,1,2)     |  |
| 10   | (14) Ryszard Buśkiewicz  | Unia Leszno          | 6    | (0,1,1,2,2)     |  |
| 11   | (5) Jerzy Kochman        | Śląsk Świętochłowice | 6    | (d,2,2,1,1)     |  |
| 12   | (10) Bernard Jąder       | Unia Leszno          | 5    | (3,2,u,-,-)     |  |
| 13   | (12) Grzegorz Sterna     | Unia Leszno          | 3    | (2,0,1,u,u)     |  |
| 14   | (9) Jan Klokocka         | Czechosłowacja       | 1    | (1,0,u,ns,ns)   |  |
| 15   | (11) Andrzej Cichy       | Unia Leszno          | 1    | (0,0,0,1,0)     |  |
| 16   | (2) Marek Towalski       | Stal Gorzów Wlkp.    | 0    | (0,0,0,-,-)     |  |
|      | (R1) Rafał Szulz         | Unia Leszno          | 3    | (1,0,1,0,1)     |  |

## Bieg po biegu
1. (68,20) Błaszak, Goerlitz, M. Okoniewski, Towalski
2. (68,50) R. Słaboń, Heliński, Szulz, Kochman (d), Żabiałowicz (t) / Szulz za Żabiałowicza
3. (68,60) B. Jąder, Sterna, Klokocka, Cichy
4. (67,50) Piwosz, Minarik, Kępa, Buśkiewicz
5. (68,00) Minarik, M. Okoniewski, Kochman, Klokocka
6. (67,40) R. Słaboń, B. Jąder, Buśkiewicz, Towalski
7. (68,40) Żabiałowicz, Goerlitz, Piwosz, Cichy
8. (68,20) Kępa, Heliński, Błaszak, Sterna
9. (68,30) R. Słaboń, M. Okoniewski, Kępa, Cichy
10. (68,20) Piwosz, Kochman, Sterna, Towalski
11. (68,20) Goerlitz, Heliński, Buśkiewicz, Klokocka (u)
12. (68,50) Minarik, Błaszak, Żabiałowicz, B. Jąder (u)
13. (68,10) Żabiałowicz, Buśkiewicz, M. Okoniewski, Sterna (u)
14. (69,00) Heliński i Minarik, Cichy, Szulz / Szulz za Towalskiego
15. (69,10) Kępa, Kochman, Szulz, Goerlitz / Szulz za B. Jądera
16. (68,50) R. Słaboń, Piwosz, Błaszak, Klokocka (ns)
17. (69,20) Heliński, M. Okoniewski, Piwosz, Szulz / Szulz za B. Jądera
18. (70,50) Kępa, Żabiałowicz, Szulz, Klokocka (ns) / Szulz za Towalskiego
19. (70,50) Goerlitz, R. Słaboń, Sterna (u), Minarik (w)
20. (69,20) Błaszak, Buśkiewicz, Kochman, Cichy